# Ágota Bujdosó
Ágota Bujdosó (* 2. Juni 1943 in Budapest, Ungarn; † vor oder am 30. März 2025) war eine ungarische Handballspielerin, die dem Kader der ungarischen Nationalmannschaft angehörte. In den Jahren 1971 und 1975 wurde sie zur ungarischen Handballerin des Jahres gewählt.

## Karriere
Bujdosó wuchs in ihrer Kindheit im Budapester Stadtteil Angyalföld auf. Sie erlernte das Handballspielen an einer Schule. Ab dem Jahr 1957 besuchte sie die Angyalföldi Sportiskola. Drei Jahre später schloss sich die Torhüterin dem Verein Vasas Budapest an. Mit Vasas gewann sie in den Jahren 1972, 1973, 1974, 1975. 1976 und 1977 die ungarische Meisterschaft sowie 1969, 1971, 1974 und 1976 den ungarischen Pokal. Im Jahr beendete Bujdosó ihre Karriere. Als Vasas ein Jahr später Probleme auf der Torhüterposition hatte, half sie nochmals aus und gewann einen weiteren ungarischen Meistertitel.
Bujdosó gehörte im Jahr 1961 dem Kader der ungarischen Nationalmannschaft an, jedoch wurde sie nach einem Streit mit dem Nationaltrainer Bódog Török nicht mehr eingeladen. Erst nach der Weltmeisterschaft 1965 wurde Bujdosó bei der Kaderplanung von Török wieder berücksichtigt. Mit der ungarischen Auswahl gewann sie bei der Weltmeisterschaft 1971, der Weltmeisterschaft 1975 und den Olympischen Spielen 1976 jeweils die Bronzemedaille.